# Tokimonsta
Tokimonsta (oft stilisiert als TOKiMONSTA, bürgerlich Jennifer Lee) ist eine amerikanische Produzentin von Hip-Hop und elektronischer Musik. Neben ihren eigenen Produktionen ist sie auch für zahlreiche Kollaborationen und Remixe bekannt. Sie veröffentlichte ihre Alben bei den Labels Brainfeeder und Ultra Records.

## Leben und Laufbahn
Jennifer Lee wuchs in einem Vorort von Los Angeles auf und lernte zunächst klassisches Klavier. Im Alter von elf Jahren kaufte sie mit Coolios Gangsta’s Paradise ihr erstes Hip-Hop-Album und entdeckte das Genre für sich. Mit einem Roland SP-404 und Fruity Loops begann sie schließlich, eigene Musik zu produzieren. Nach eigenen Angaben fühlte sie sich dabei zur instrumentalen Musik hingezogen, da ihr beim Hip-Hop der Klang der Verse immer wichtiger war als der Text. Als Einflüsse nennt Lee DJ Krush, J Dilla, RZA, Dr. Dre und DJ Shadow. Erste Erfolge als Produzentin hatte sie in Europa, wo ihre Musik zunächst auf BBC gespielt wurde und sie schließlich eine selbstorganisierte Tournee unternahm. Auf dem Londoner Label Ramp Recording veröffentlichte sie 2009 ihre EP Cosmic Intoxication.
Während ihrer Studienzeit nahm Lee in Los Angeles monatlich an einem Open Mic teil, wo sie schließlich Flying Lotus begegnete, der sie für sein Label Brainfeeder unter Vertrag nahm. Gemeinsam mit Produzenten wie Teebs, Daedelus und The Gaslamp Killer nahm sie dort eine wichtige Rolle in der aufstrebenden Szene ihrer Heimatstadt ein. Den Künstlernamen Tokimonsta wählte sie in Anlehnung an „Toki“, das koreanische Wort für „Kaninchen“. Da sie nicht fetischisiert werden wollte, hatte sie zunächst versucht, ihr Geschlecht und ihre koreanische Herkunft geheim zu halten, was aber auf Grund ihrer Onlinepräsenz nicht gelang.
Neben ihren Soloprojekten arbeitete Tokimonsta unter anderem mit Kool Keith, MNDR und Thirsty Fish zusammen. Im Jahr 2015 produzierte sie zudem gemeinsam mit der Sängerin Gavin Turek das Album You’re Invited.
Für ihr Album Lune Rouge wurde sie 2018 für einen Grammy nominiert.

## Diskografie

### Alben
- Midnight Menu (2010)
- Half Shadows (2013)
- Desiderium (2014)
- You’re Invited (2015) mit Gavin Turek
- Lune Rouge (2017)
- Oasis Nocturno (2020)

### EPs
- Bedtime Lullabies (2008)
- Cosmic Intoxication (2009)
- Creature Dreams (2011)
- Los Angeles 8/10 (2011) mit Mike Gao
- Boom (2012) mit Suzi Analogue als Analogue Monsta

## Belege
1. ↑  Christina Li: L.A. Beatmaker TOKiMONSTA: "People Think I'm Some Cutesy Anime Princess" (Memento des Originals vom 3. März 2016 im Internet Archive)  Info: Der Archivlink wurde automatisch eingesetzt und noch nicht geprüft. Bitte prüfe Original- und Archivlink gemäß Anleitung und entferne dann diesen Hinweis., SF Weekly, 28. Juni 2012, gesehen am 22. November 2015
2. 1 2 3  Biografie von Jason Lymangrover auf Allmusic, gesehen am 22. November 2015
3. ↑  Tokimonsta: Draw From the Opposites (Memento des Originals vom 23. Juni 2018 im Internet Archive)  Info: Der Archivlink wurde automatisch eingesetzt und noch nicht geprüft. Bitte prüfe Original- und Archivlink gemäß Anleitung und entferne dann diesen Hinweis., L. A. Record, 25. Mai 2011, gesehen am 22. November 2015
4. 1 2 3  Katie Bain: Tokimonsta Leaves the Nest, LA Weekly, 4. April 2013, gesehen am 22. November 2015

| Personendaten    | Personendaten                                                  |
| ---------------- | -------------------------------------------------------------- |
| NAME             | Tokimonsta                                                     |
| ALTERNATIVNAMEN  | Lee, Jennifer (wirklicher Name)                                |
| KURZBESCHREIBUNG | amerikanische Produzentin von Hip-Hop und elektronischer Musik |
| GEBURTSDATUM     | 20. Jahrhundert                                                |